# Carlo Cacherano d'Osasco
Carlo Emmanuele Maria Cacherano, conte d'Osasco (Torino, 1797 – Torino, 1873) è stato un politico italiano, sindaco di Torino nel 1838.

## Biografia
Figlio di Enrico Luigi, conte di Cantarana e gentiluomo di camera dei Savoia, e di Gabriella Amalia Costa della Trinità.
Nel 1822 sposò Polissena della Chiesa di Cinzano e Roddi (1802-1843), da cui ebbe sei figli, morti tutti da bambini tranne Giuseppe Enrico.
Nel 1834 diventò gentiluomo di camera del re e successivamente fu nominato riformatore nel Magistrato della Riforma e Consiglio Universitario di Torino.
Come il nonno Ercole, entrò nel corpo decurionale della città di Torino e fu sindaco della città, nel 1838.